# Ulrich von Wilamowitz-Moellendorff
Enno Friedrich Wichard Ulrich von Wilamowitz-Moellendorff (født 22. december 1848 i Markowitz, Posen, død 25. september 1931) var en tysk filolog.
Wilamowitz udnævntes 1876 til professor i Greifswald, kom 1883 til Göttingen og var fra 1897 til 1922 professor ved Universitetet i Berlin. Hans virksomhed spændte over store områder af oldtidsvidenskaben, men mest har han beskæftiget sig med den græske poesi. Af hans skrifter er en stor del udkommet i samlingen Philologische Untersuchungen, som han udgav sammen med Adolph Kiessling, således Aus Kydathen (1880), Antigonos von Karystos (1881), Homerische Untersuchungen (1884), hvori han fremfører adskillige nye synsmåder angående det homeriske spørgsmål, Isyllos von Epidauros (1886), vigtigt især ved metriske undersøgelser, og Die Textgeschichte der griechischen Bukoliker (1906). Af en stor del græske digterværker har han leveret værdifulde udgaver, således af Kallimachos' hymner og epigrammer (1882, 2. oplag 1897), Euripides' Herakles (1889) med righoldig kommentar og fyldig indledning, hvoraf den største del, som ikke optogs i 2. oplag (1895), senere er udkommen særskilt under titelen Einleitung in die griechische Tragödie (2. oplag 1910); fremdeles Aischylos' Orestie (Zweites Stück, Das Opfer am Grabe, 1896) og alle tragedierne (1914), Timotheos' Persere (1903) og de græske Bukolikere (1906). Til et større publikum henvender han sig med sine oversættelser af græske tragedier (siden 1899). Fundet af Aristoteles' skrift om Athens statsforfatning, som han udgav sammen med Georg Kaibel (1891, 3. oplag 1898), gav anledning til hans store værk Aristoteles und Athen (2 bind, 1893), hvori han kaster nyt lys over adskillige punkter af Athens historie. Endvidere må nævnes Die Textgeschichte der griechischen Lyriker (1900) og den livfulde og originale fremstilling af den græske litteraturs historie i Paul Hinnebergs Die Kultur der Gegenwart, I, 8 (Berlin og Leipzig 1905, 3. oplag 1912) samt Staat und Gesellschaft der Griechen sammesteds II, 4 (1910). Hans produktionsevne holdt sig usvækket gennem årene; om hans fortsatte Homerstudier vidner Die Ilias und Homer (1916) og Die Heimkehr des Odysseus (1927); andre græske digtere behandler han i Sappho und Simonides (1913), Pindaros (1922) og Hellenistische Dichtung in der Zeit des Kallimachos (2 bind 1924). Nævnes må også hans Griechische Verskunst (1921). Af stor betydning er endvidere hans Platon (2 bind 1919), hvori han i stort omfang benytter det, der vides om Platons personlige livsforhold, til at kaste lys over hans filosofiske skrifter. Wilamowitz var en af sin tids åndfuldeste og originaleste filologer; han var rig på ideer, vækkende og ansporende, men hastig til at fælde sine ofte skarpe domme; hans fremstilling er formfuldendt, men ofte springende og vanskelig at følge. Ved sin ejendommelige personlighed og blændende veltalenhed samlede han i en lang årrække talrige tilhørere om sit kateder. Wilamowitz udgav Erinnerungen 1928.